# اچ‌ام‌اس دروید (۱۷۸۳)
اچ‌ام‌اس دروید (۱۷۸۳) (به انگلیسی: HMS Druid (1783)) یک کشتی بود که طول آن ۱۲۹ فوت ۱ ۱⁄۴ اینچ (۳۹٫۴ متر) بود. این کشتی در سال ۱۷۸۳ ساخته شد.